# 7256 Бонгоффер
7256 Бонгоффер (7256 Bonhoeffer) — астероїд головного поясу, відкритий 11 листопада 1993 року.
Тіссеранів параметр щодо Юпітера — 3,458.